# کامل زیاتی
کامل زیاتی (انگلیسی: Kamil Zayatte؛ زادهٔ ۷ مارس ۱۹۸۵) بازیکن فوتبال اهل گینه است.
از باشگاه‌هایی که در آن بازی کرده‌است می‌توان به باشگاه فوتبال الرائد عربستان سعودی، باشگاه فوتبال کونیااسپور، باشگاه ورزشی یانگ بویز برن، باشگاه فوتبال لانس، باشگاه فوتبال استانبول باشاک‌شهر، باشگاه فوتبال هال سیتی، و باشگاه فوتبال شفیلد ونزدی اشاره کرد.
وی همچنین در تیم ملی فوتبال گینه بازی کرده‌است.